# Zrin
Zrin est une localité de Croatie située dans la municipalité de Dvor, comitat de Sisak-Moslavina. Lors du recensement de 2001, Zrin comptait 12 habitants.

## Histoire
Zrin était le fief de la famille Zrinski (Zrinyi en hongrois, qui signifie « de Zrin ». La ville et sa forteresse était un point important de la défense contre les Ottomans lors des guerres ottomanes. Les ruines du château de Zrin sont toujours présentes dans le village. Pierre du Bois d'Avaugour, gouverneur de la Nouvelle-France, y est mort en 1664 en défendant la forteresse de Zrin.
Pendant la guerre de Croatie, le village avait été occupé entre 1990 et 1995 par la prétendue « République serbe de Krajina » avant d'être libéré par l'armée croate lors de l'opération Tempête.

## Autre

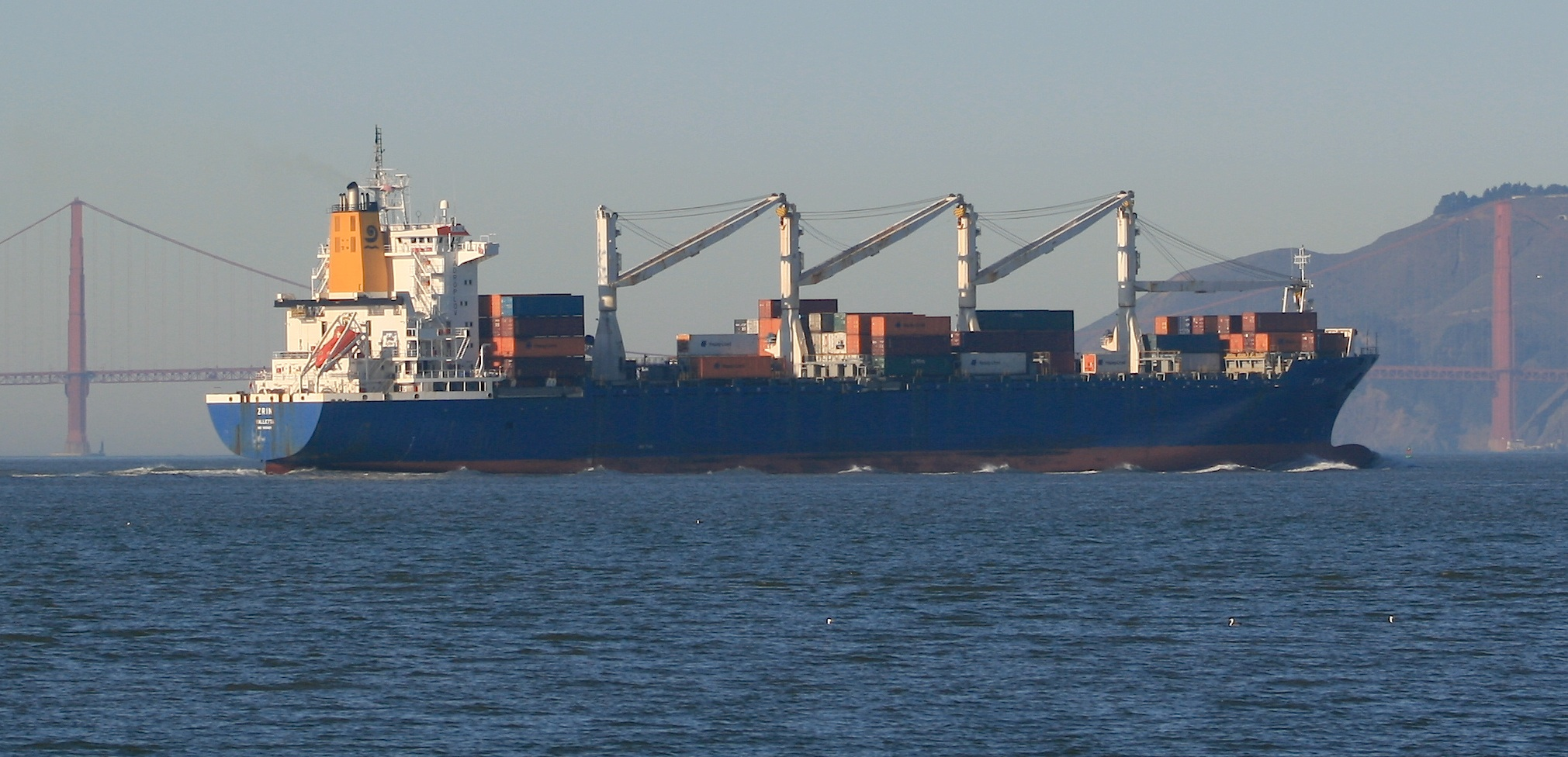
Zrin

Le nom Zrin a été donne à un porte-conteneurs de 200 mètres construit en Croatie par la société Brodogradilište 3.Maj, géré par la société Jadroplov d.d. Split et enregistré à Malte.